# Amphigymnas
Genre
Amphigymnas est un genre de concombres de mer abyssaux de la famille des Synallactidae.

## Systématique
Le genre Amphigymnas a été créé en 1891 par J. H. Tull Walsh (d).

## Liste des genres
Selon World Register of Marine Species (1 juin 2021) :
- Amphigymnas bahamensis Deichmann, 1930
- Amphigymnas staplesi O'Loughlin in O'Loughlin et al., 2013
- Amphigymnas woodmasoni (Walsh, 1891)

## Publication originale
- (en) J. H. Tull Walsh, « List of deep-sea holothurians collected during seasons 1887 to 1891, with description of new species », Journal of the Asiatic Society of Bengal, Calcutta, Inconnu, vol. 60, nos 2-4,‎ 7 mai 1891, p. 197–204 (ISSN 0368-1068, OCLC 1824093, lire en ligne).